# 大成里站
大成里站（：／ Daeseong-ri yeok */?）是京春線沿線的一座高架車站，位於韓國京畿道加平郡清平面大成里。原先臨時的新村號列車與全部無窮花號列車皆停靠本站，但在複線電氣化後均只通過而不停靠。

## 車站構造
站體為2面4線雙島式月台的高架車站，候車月台設有月台幕門。

### 月台配置
| ↑ 磨石          |
| ４３ \| ２１ \| |
| 清平 ↓          |

| 月台 | 路線              | 目的地                           |
| ---- | ----------------- | -------------------------------- |
| 1、2 | ●首都圈電鐵京春線 | 上泉、加平、春川方向             |
| 3、4 | ●首都圈電鐵京春線 | 坪內好坪、忘憂、上鳳、清涼里方向 |

## 歷史
- 1939年7月25日：以普通站開始營業。
- 2004年9月1日：停止貨物運輸。
- 2009年1月20日：遷移至臨時車站。
- 2009年2月10日：舊站拆除[1]。
- 2010年9月1日：新站落成啟用。
- 2010年12月21日：京春線複線電氣化工程完工，首都圈電鐵京春線開始運行。

## 圖片

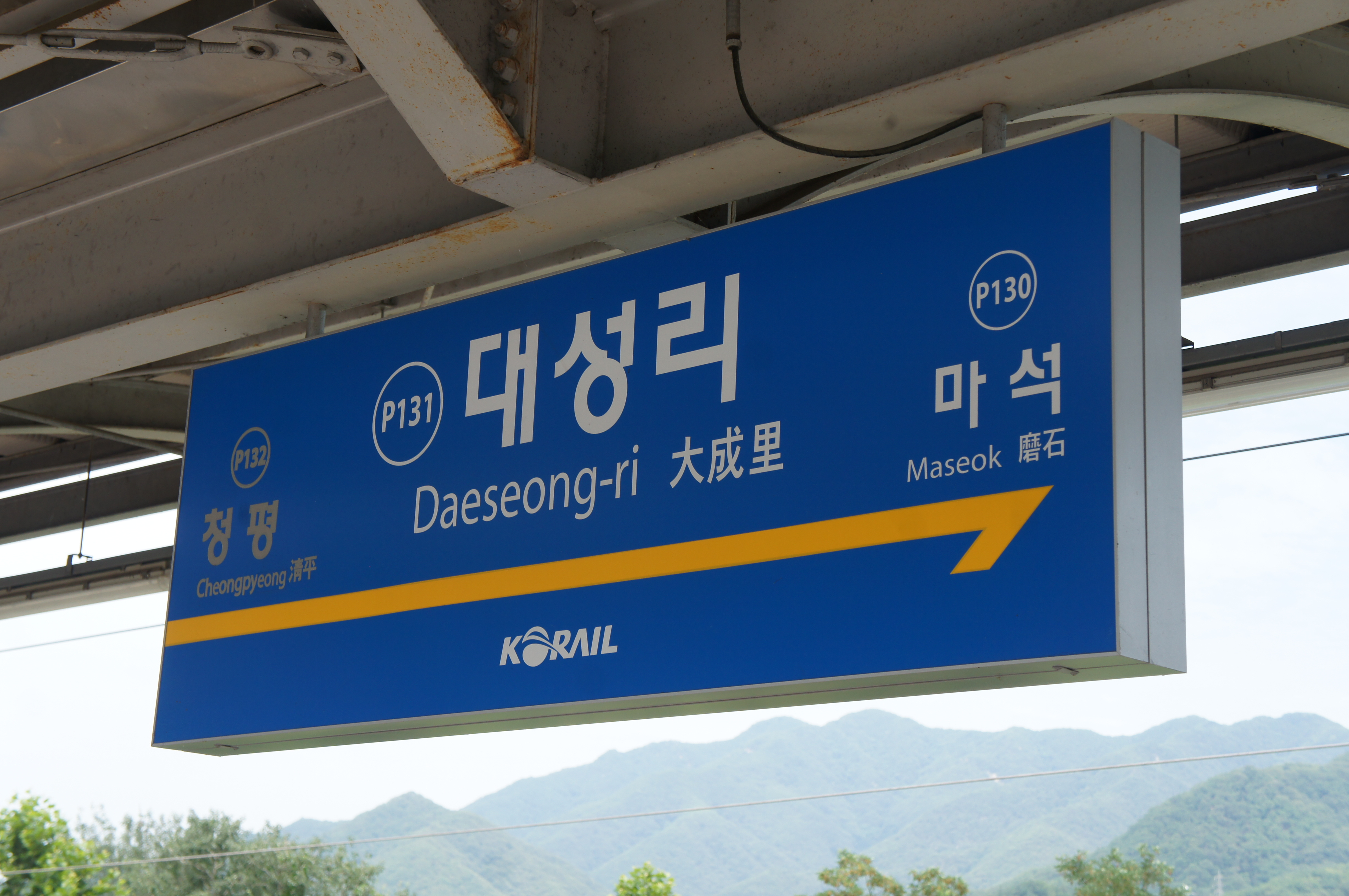
站名牌
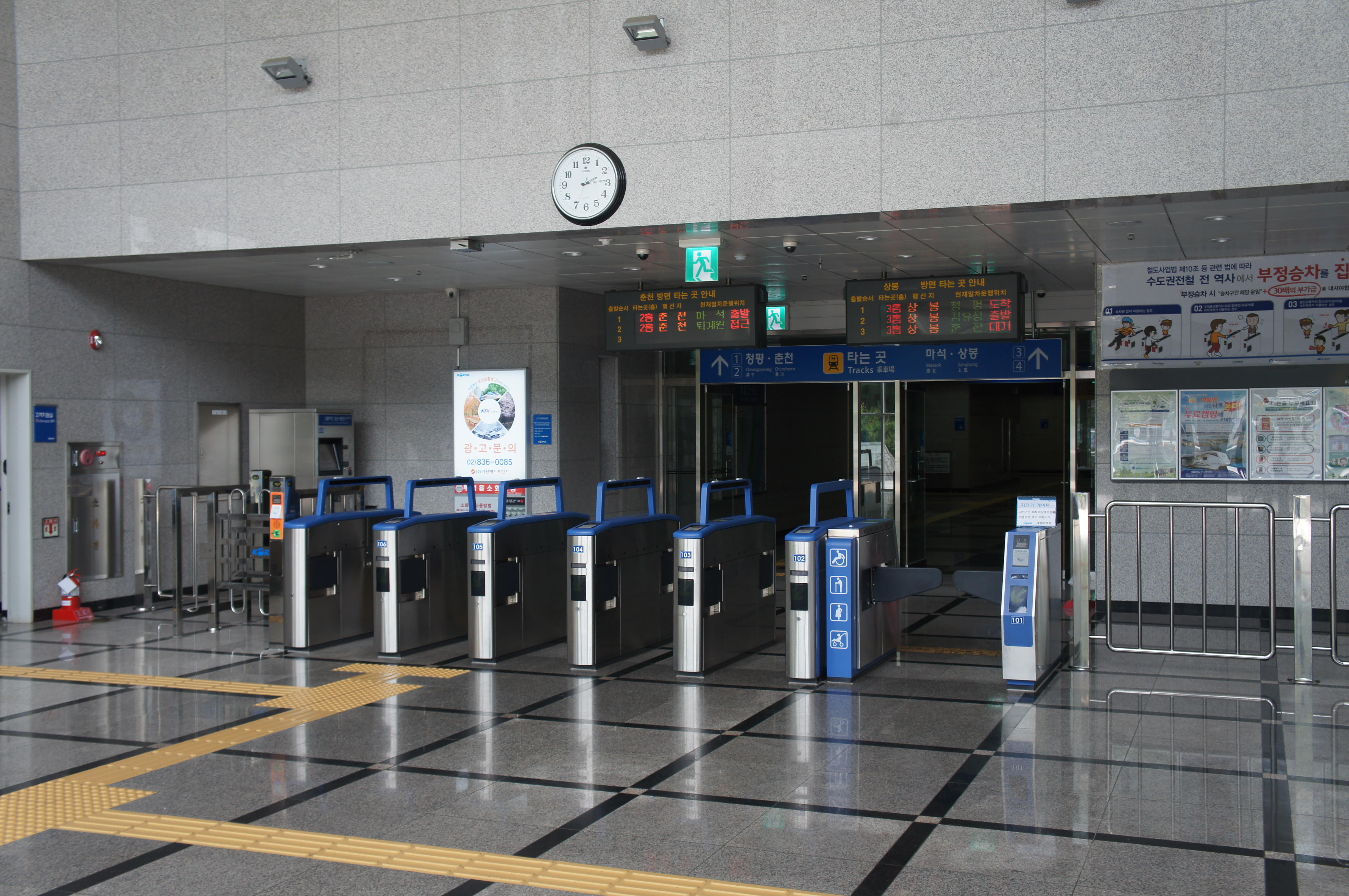
剪票閘口
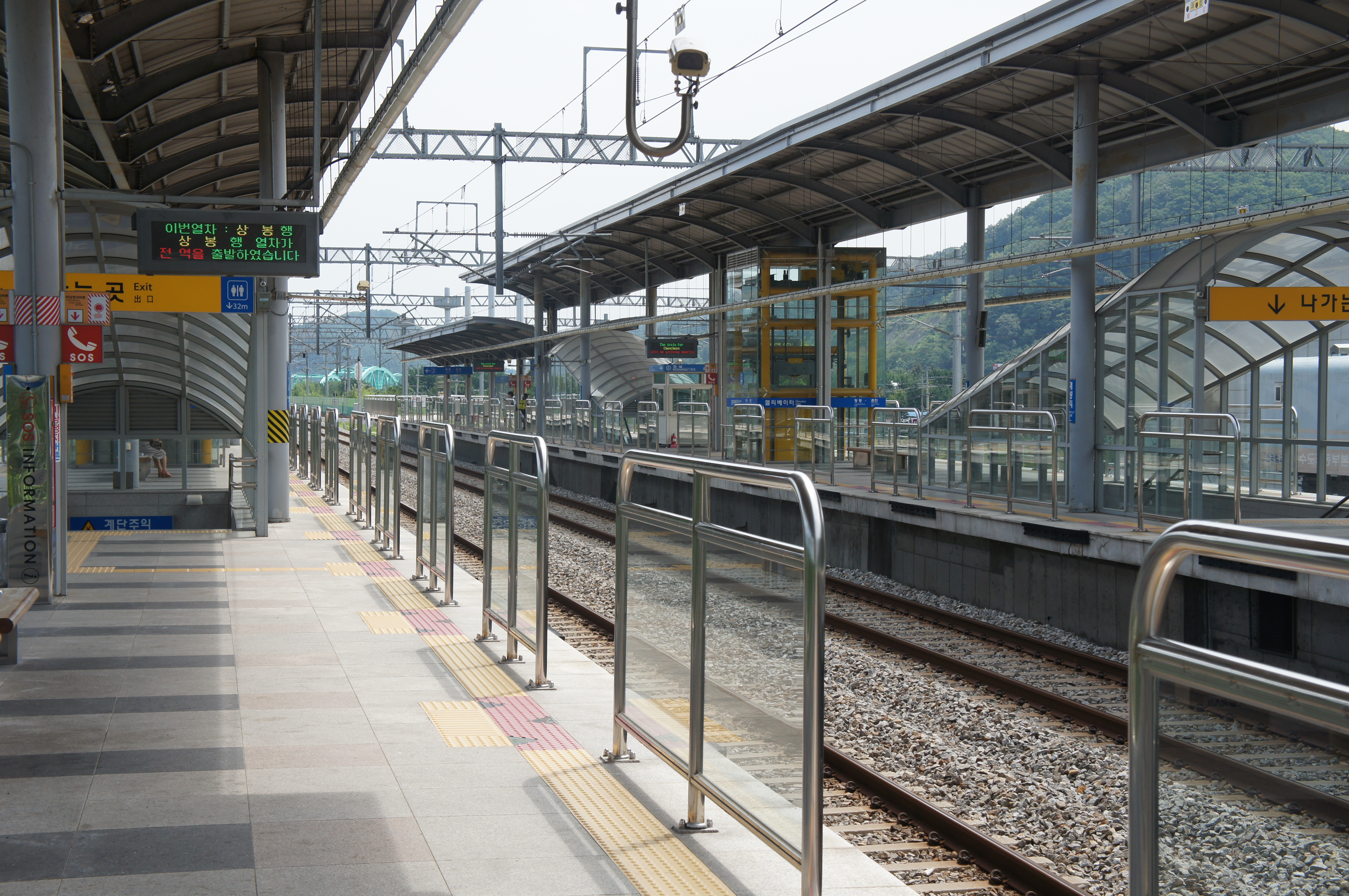
候車月台
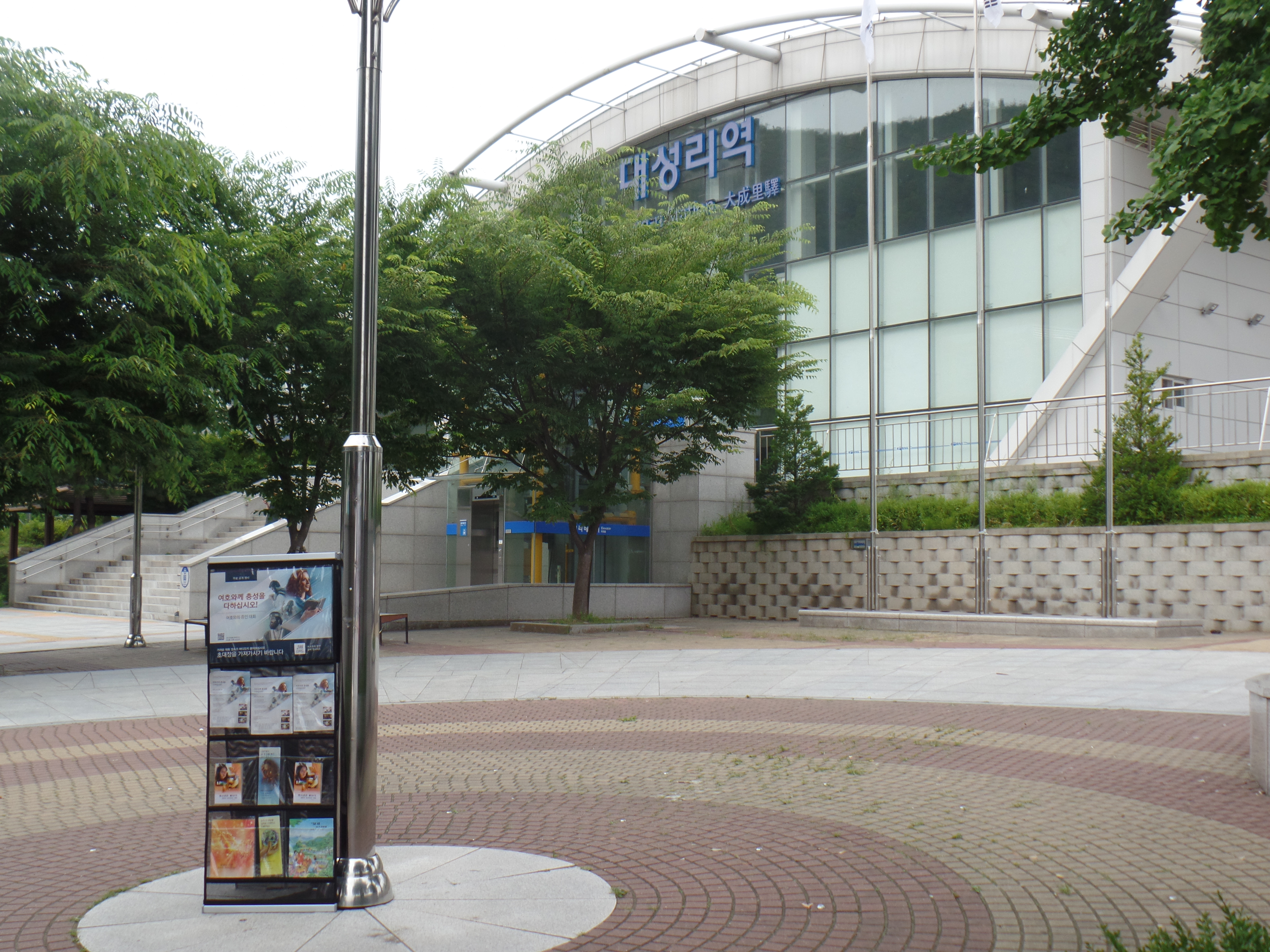
車站建築
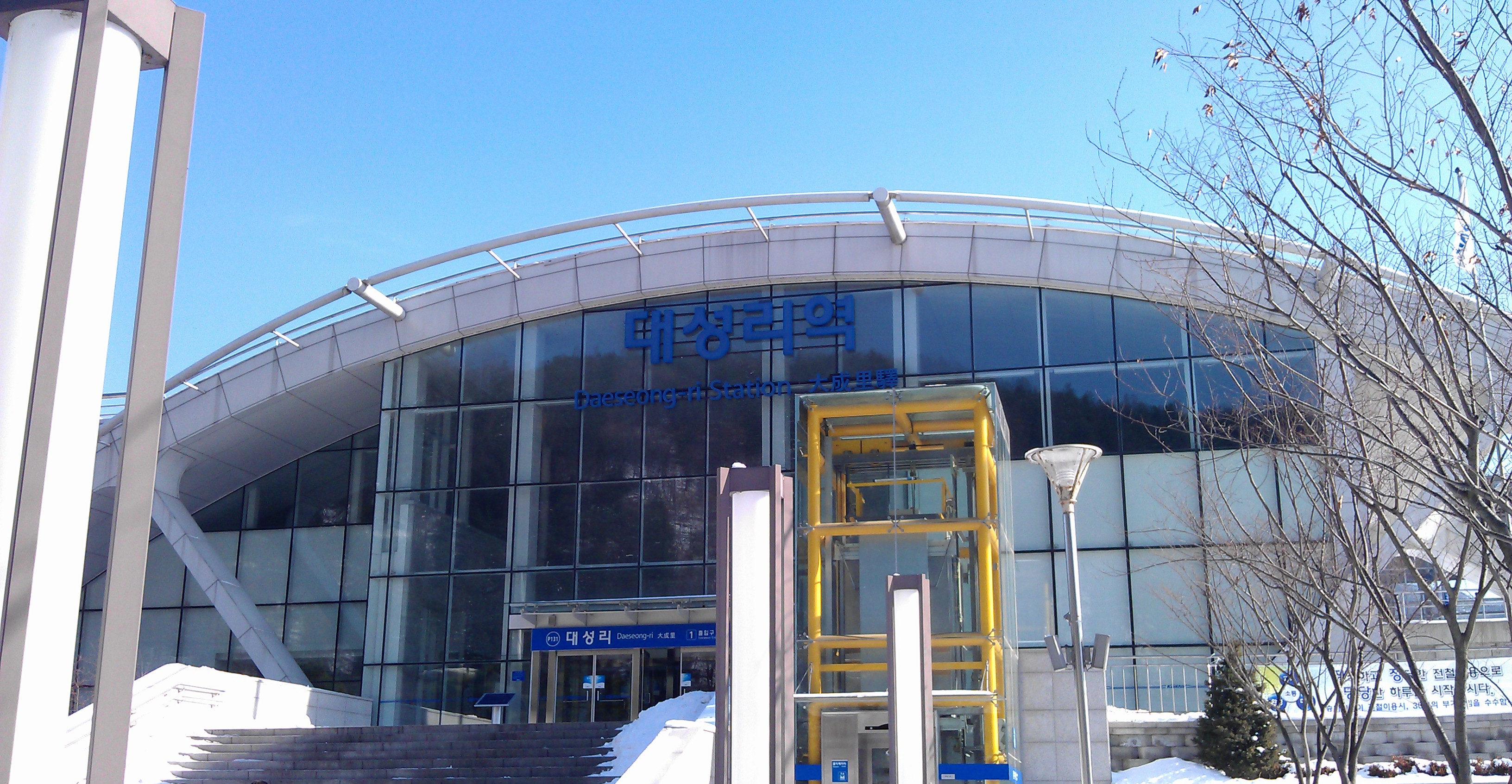
車站建築（冬季）
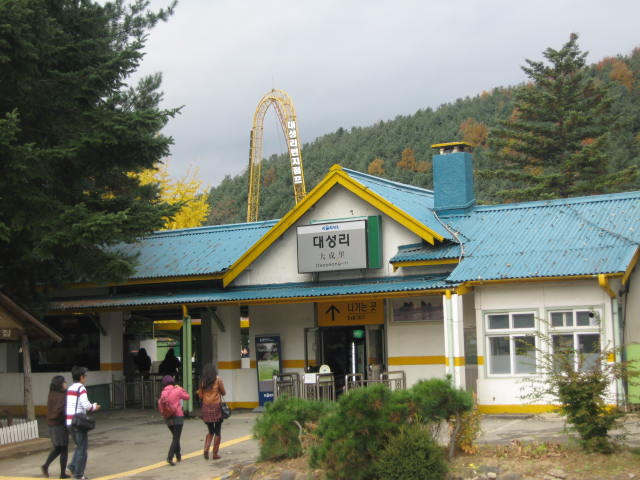
舊站建築
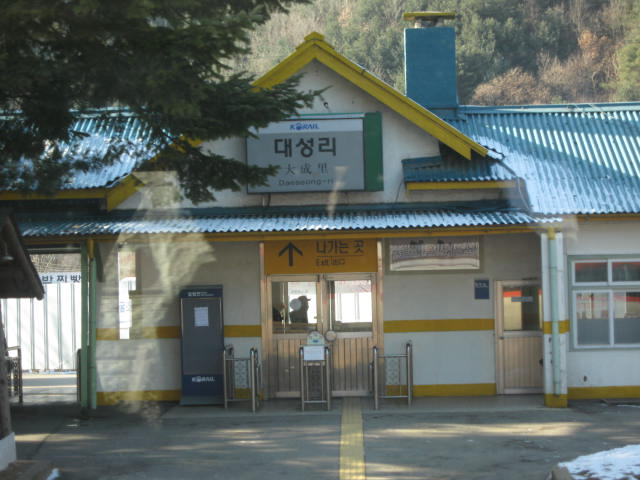
舊站入口

## 相鄰車站
韓國鐵道公社
●首都圈電鐵京春線
緩行
磨石（P130）－大成里（P131）－清平（P132）